# Шакяров, Кудрат Абасали оглы
Кудрат Абасали оглы Шакяров (азерб. Qüdrət Abasəli oğlu Şəkərov; 8 марта 1926, Кубинский уезд (ныне — Сиязанского района) — 6 июня 1998, Баку) — советский азербайджанский строитель, бригадир слесарей-монтажников, Герой Социалистического Труда (1976).

## Биография
Родился 8 марта 1926 года в селе Гаджишекер Кубинского уезда Азербайджанской ССР (ныне село в Сиязаньском районе).
Начал трудовую деятельность колхозником. С 1944 года — слесарь-монтажник, с 1951 года — бригадир слесарей-монтажников Третьего Бакинского монтажного управления треста «Азнефтехиммонтаж».
Кудрат Шакяров проявил себя на работе опытным рабочим и умелым руководителем. Шакяров славился среди монтажников своим трудолюбием и бесстрашием перед работой любой сложности. На счету монтажника и его бригады были самые различные промышленные предприятия — Ново-Бакинский нефтеперерабатывающий завод имени Владимира Ильича, заводы «Нефтегаз», имени Буденного, Джапаридзе, Караева, XXII съезда КПСС, Бакинский шинный завод, Кировабадский алюминиевый завод, Нахичеванский винный завод, Сумгаитский химкомбинат, Карадагский газолиновый завод, Бакинский завод бытовых кондиционеров и многие другие. Но бригада монтажников под руководством Шакярова участвовала не только в строительстве промышленных объектов, а участвовала и в сооружении Зеленого театра, Бакинского фуникулера, установке памятника Ленину перед Домом Советов. Наибольших успехов коллектив бригады под руководством Кудрата Шакярова достиг в период девятой и десятой пятилеток. В течение девятой пятилетки бригада слесарей-монтажников участвовала в строительстве Бакинского завода бытовых кондиционеров. На заводе бытовых кондиционеров Шакяров с бригадой устанавливал станки, а в процесс установки входила и сборка и подгонка станка из мелких деталей, весящих по нескольку десятков килограмм каждая. Но наиболее трудным оказалось для бригады Шакярова установка в помещении одного из цехов стотонного пресса: помещение цеха было густо застроено станками и все традиционные способы доставки прессов к заранее установленному фундаменту не подходили, однако именно Кудрат Шакяров нашел надежную и сравнительно простую возможность доставки пресса. Строительство завода было закончено в положенные сроки, несмотря на угрозу невыполнения плана. Следующим подвигом Шакярова стал усердный труд при строительстве Ново-Бакинского нефтеперерабатывающего завода. Тут Шакяров столкнулся с самой сложной работой своей карьеры — строительством нефтеперерабатывающей электрообессоливающей установки ЭЛОУ-АВТ-6. На этой установке бригадой Шакярова в короткие сроки совершена масштабная и одновременно высококачественная работа.
Указом Президиума Верховного Совета СССР от 26 апреля 1976 года за выдающиеся производственные успехи, достигнутые при строительстве Бакинского завода бытовых кондиционеров, Шакярову Кудрату Абасали оглы присвоено звание Героя Социалистического Труда с вручением ордена Ленина и золотой медали «Серп и Молот».
Активно участвовал в общественной жизни Азербайджана. Член КПСС с 1964 года.
Жена — Хафиза Балабек гызы Шакярова.
Дети: сын Шакяров Заир, дочь Шакярова Мелахет, сын Шакяров Эльхан, сын Шакяров Эльшад.
Скончался  6 июня 1998 года в городе Баку.